# سنبلک قفقاز
سنبلک قفقاز (نام علمی: Muscari caucasicum) یکی از گونه‌های سردهٔ کلاغک است. ارتفاع گیاه ۲۰ تا ۳۰ سانتی‌متر است. بین گل‌های افشان کمرنگ متمایل به قهوه‌ای و زایای پایین و گل‌های افراشته بنفش ارغوانی و عقیم بالای خوشهٔ آن اختلاف قابل توجهی وجود دارد. این گونه دارای ۳ تا ۶ برگ قاعده‌ای ناودانی به عرض نیم تا ۱ سانتی‌متر است و در دامنه‌های سنگلاخی و استپ‌های اکثر نقاط پراکنده‌است. فصل گلدهی اردیبهشت ماه است.